# Франклин (сериал)
Вижте пояснителната страница за други значения на Франклин.
„Франклин“ (на английски: Franklin) е американски-канадски-Френски анимационен сериал. Главният герой Франклин е малка костенурка, която живее в един различен свят с майка си, баща си и своите приятели.
Сериала във САЩ се излъчва, по канал Nick jr

## Сюжет
Франклин е малка костенурка, която изживява ежедневните препятствия и успехи на всяко дете.
Като повечето деца, той се учи от нещата, които му се случват и от направените грешки. Децата харесват Франклин, защото неговите истории отразяват техния собствен свят – свят, където приятелите не винаги се държат като такива, където всяко първо нещо плаши, където малките трудности изглеждат непреодолими, а всяка победа е наистина голяма. Новите приключения на костенурката Франклин разкриват на деца и родители истината за детската душевност от незабравими емоции и преживявания.

## Герои
- Франклин – главен герой
- Мечето Мечо – най-добрия приятел на Франклин
- Лисичето Лиско – приятел на Франклин
- Гъсока Гъси – приятелка на Франклин
- Бобърка – приятелка на Франклин
- Охлювчето Охльо – приятел на Франклин
- Мама Костенурка – майката на Франклин
- Татко Костенурко – бащата на Франклин
- Господин Бухал – учителят на Франклин
- Хариет – сестричката на Франклин
- Баба Костенурка – баба на Франклин и Хариет
- Зайо – приятел на Франклин
- Видрата Видричка – приятелка на Франклин
- Кучето Сам – плюшеното кученце на костенурчето Франклин

## В България
В България сериалът се излъчва по Евроком и ДКТЕ (по-късно EKids), като е дублиран на български. По ДКТЕ започва през 2005 година. От 26 септември 2009 г. по Евроком, а от 16 юли 2011 г. по EKids. Дублажът е на студио Доли. Ролите се озвучават от Христина Ибришимова, Венета Зюмбюлева, Ани Василева и Любомир Младенов. В средата на четвърти сезон актьорският състав е променен изцяло. Новият екип се състои от Адриана Андреева, Ива Апостолова, Росен Плосков и Кристиян Фоков. По-късно се излъчва и по BG TV. Дублажът е на Ретел Аудио-Видео. Дублиран е от трети сезон. Ролите се озвучават от Даринка Митова, Златина Тасева, Яна Огнянова и Станислав Пищалов. По-късно излизат и ДВД-та. Епизодите са с дублажа на Ретел Аудио-Видео. През 2021/2022 г. започва излъчване по Super Toons, след като е излъчен новият сериал на Франклин - Франклин и приятели.